# 戈登·班克斯
戈登·班克斯，OBE（1937年12月30日—2019年2月12日）是著名的英格兰前職業足球員。他是历史上最为优秀的门将之一，曾随英格兰国家队擊敗聯邦德國隊贏得1966年世界杯。